# 仮想LANカード
仮想LANカードあるいは仮想NICは、ソフトウェアによる仮想化技術を用いて、一般的なネットワークインタフェースカード (NIC) などのネットワーク機器をエミュレーションする仕組みや、その仕組みによって実装されたソフトウェアのことを示す。これにより物理的なNICの数に左右されずに、MACアドレス等を割り当てることができる。
ソフトウェアによっては、仮想ネットワークアダプターや仮想インターフェイスとも呼ばれる。

## 概要
LANカードをソフトウェアで仮想化することにより、仮想LANカードを作成する。すると、OSやアプリケーションソフトウェアからは、物理的なコンピュータに装着されているLANカードと同様に仮想LANカードが認識され扱われる。
これにより、以下のようなメリットが生ずる。
- 本来、物理的なインターフェイスを持たないバーチャルマシン (VM) 内のOSが、物理的なLANカードを持っていると認識し、通信を行おうとする。実際には仮想LANカードに対してソフトウェア的に通信が行われるだけであるが、VM側でその通信内容をトラップすることにより、VMの内側と外側との通信が可能になる。
- レイヤ2のVPNを構築することが容易になる。

## VMwareにおける実装例
VMwareでは仮想LANカードが実装されており、実用的に動作する。VM内のOSには、汎用的なEthernetコントローラのチップが搭載されたネットワークカードが計算機に装着されているように見える。しかし、実際にはそのネットワークカードは物理的には存在せず、VMによって仮想的にエミュレーションされたものである。VM内部のソフトウェアはそれに気が付かない。この仕組みにより、複数台のVM間やホスト計算機との間のEthernet通信が可能となる。

## PacketiX VPNにおける実装例
PacketiX VPNでは仮想LANカードが実装されており、実用的に動作する。これにより、インターネットなどを経由して離れた場所にあるコンピュータ内の仮想ハブにレイヤ2で仮想的に接続することができる。これを応用して、リモートアクセスVPNや拠点間接続VPNを柔軟に構築することができる。